# Interpreterande programspråk
Interpreterande programspråk kallas programspråk konstruerade för en interpreterande miljö.
I en interpreterande miljö tolkas programkoden samtidigt som programmet körs, till skillnad mot en kompilerande miljö, där koden översätts i en separat process till maskinkod.
Några interpreterande programspråk:
- BASIC
- Comal
- Prolog
- APL

Det finns kompilatorer för interpreterande språk, och det finns interpretatorer för kompilerade språk. Ett viktigt mellanting är när översättningen inte görs hela vägen utan till en maskinläsbar kod för interpretation i körningsögonblicket. ABC80 och ABC800 hade i sin BASIC-tolk en inbyggd omvandling av detta slag, och resultatet kunde sparas i så kallad BAC-kod, oläsbar för människor, men snabbt återanvändbar för basictolken, i och med att alla adresser för hopp och variabler var färdiguträknade i koden.
Bland dagens programspråk är Java viktigt just i detta avseende, då Javakompilatorn i de flesta sammanhang inte översätter till färdig maskinkod, utan till bytekod, som är tänkt att kunna tolkas i flera olika miljöer ("plattformar") med olika processorer och operativsystem. Som programdelar i en webbsida (så kallade applets) kan alltså ett färdigt javaprogram köras på den dator som kopplar upp sig, bara stöd för Java applets finns på användardatorn (klienten).